# یزید بن قیس ارحبی
یزید بن قیس ارحبی از بزرگان بنی همدان بود. وی از شیعیان علی بن ابی طالب و از کارگزاران وی در زمان خلافتش بود. همچنین از جمله گواهان بر وصیتنامه علی بود.
او از جمله کوفیانی بود که نسبت به عملکرد فرمانداران منصوب عثمان یعنی ولید بن عقبه و سعید بن عاص اعتراض کردند و در حادثه سواد بر سعید بن عاص شوریدند. سپس از کوفه به شام تبعید شدند. سپس برای مخالفت با سیاست‌های عثمان همراه دیگر ناراضیان عازم مدینه شد. وی پس از قتل عثمان با علی بن ابی طالب بیعت کرد. وی از سوی علی پس از نبرد جمل به فرمانداری مدائن منصوب شد. سپس، به عنوان رئیس شرطه (پلیس) کوفه خدمت نمود.
وی پس از نبرد صفین از جمله مخالفان حکمیت بود که به حروریان (خوارج) پیوست اما پس از آنکه علی با وی صحبت کرد از آنها جدا شد و به حکومت ری، اصفهان و همدان منصوب شد.